# Melanagromyza zomandoae
Melanagromyza zomandoae är en tvåvingeart som beskrevs av Spencer 1961. Melanagromyza zomandoae ingår i släktet Melanagromyza och familjen minerarflugor.
Artens utbredningsområde är Madagaskar. Inga underarter finns listade i Catalogue of Life.